# Luc Cyr
Luc Cyr (ur. 21 listopada 1953 w Saint-Jérôme) – kanadyjski duchowny katolicki, arcybiskup Sherbrooke od 2011.

## Życiorys
Święcenia kapłańskie otrzymał 29 sierpnia 1980 i został inkardynowany do Saint-Jérôme. Po święceniach został wikariuszem parafii katedralnej, zaś rok później został przeniesiony do Terrebonne. W 1984 wyjechał do Włoch i rozpoczął roczny kurs z duchowości we Florencji, a po jego zakończeniu podjął studia z teologii moralnej na Akademii Alfonsjańskiej w Rzymie. W 1987 powrócił do Kanady i został proboszczem parafii Matki Bożej Wniebowziętej w Blainville. W 1994 został wikariuszem generalnym diecezji.

### Episkopat
10 maja 2001 został mianowany biskupem diecezji Valleyfield. Sakry biskupiej udzielił mu 17 czerwca 2001 kard. Jean-Claude Turcotte.
26 lipca 2011 papież Benedykt XVI mianował go arcybiskupem Sherbrooke. 29 września 2011 kanonicznie objął archidiecezję.